# Who Built the Moon?
| Recensione      | Giudizio |
| --------------- | -------- |
| AllMusic        |          |
| Q               |          |
| The Guardian    |          |
| The Independent |          |
| Rolling Stone   |          |
| NME             |          |
| The Times       |          |
| Pitchfork       | 7.1/10   |
| Rockol          |          |

Who Built the Moon? è il terzo album in studio del gruppo rock britannico Noel Gallagher's High Flying Birds, prodotto da Noel Gallagher e David Holmes e pubblicato il 24 novembre 2017 sotto l'etichetta Sour Mash Records. L'uscita del disco venne annunciata il 25 settembre precedente dallo stesso Gallagher tramite i suoi account social, assieme alle date del tour europeo.
Il 9 ottobre 2017 è uscito il singolo di lancio dell'album, Holy Mountain, seguito da It's a Beautiful World, pubblicato il 17 novembre, She Taught Me How to Fly, pubblicato il 25 maggio 2018, e If Love Is the Law, pubblicato il 17 agosto 2018.

## Copertina
In un'intervista rilasciata in Colombia, Gallagher ha dichiarato che la donna presente sulla copertina del disco è la sua moglie di allora, Sara MacDonald, e che la foto di sfondo è una rielaborazione di un'immagine scattata a L'Avana e tratta da una copia della rivista National Geographic degli anni cinquanta.

## Descrizione
Si tratta del primo album registrato dopo le partenze del batterista Jeremy Stacey e del chitarrista Tim Smith, sostituiti rispettivamente da Chris Sharrock e Gem Archer, entrambi già componenti degli Oasis; quest'ultimo si è unito alla band in tempo per completare alcuni pezzi del disco, affermando che «non si tratta di un album chitarristico, ma ci sono molte chitarre qui».

Riguardo alla produzione dell'album, curata da David Holmes, Noel Gallagher ha dichiarato:

Il titolo dell'album prende invece spunto dal libro di Cristopher Knight e Alan Butler, intitolato proprio Who Built the Moon?. A tal proposito, Gallagher ha affermato:

Per quanto riguarda il genere, il cantautore sostiene che si tratti di un disco "cosmic pop":

## Tracce
1. Fort Knox – 3:57
2. Holy Mountain – 3:54
3. Keep on Reaching – 3:24
4. It's a Beautiful World – 5:17
5. She Taught Me How to Fly – 5:02
6. Be Careful What You Wish For – 5:40
7. Black & White Sunshine – 3:41
8. Interlude (Wednesday Pt. 1) – 2:10
9. If Love Is the Law – 3:25
10. The Man Who Built the Moon – 4:28
11. End Credits (Wednesday Pt. 2) – 2:27

Tracce bonus nell'edizione giapponese
1. Dead in the Water (Live at RTÉ 2FM Studios, Dublin) – 5:21
2. God Help Us All

CD bonus nell'edizione deluxe
1. Dead in the Water (Live at RTÉ 2FM Studios, Dublin) – 5:21

## Formazione

### Gruppo
- Noel Gallagher – voce, cori, chitarre, produzione
- Gem Archer – chitarra
- Russell Pritchard – basso, cori
- Mikey Rowe – tastiere
- Chris Sharrock – batteria

### Altri musicisti
- Paul Stacey – chitarra elettrica, mellotron, tastiera, registrazione
- David Holmes – produzione, programmazione
- Jason Falkner – basso
- Jeremy Stacey – batteria
- Emre Ramazanoglu – batteria, percussioni, programmazione
- Martin Slattery – piffero, pianoforte
- Pete Lockett – percussioni
- Keefus Ciancia – tastiera
- Samuel Dixon – basso
- Jim Hunt – sassofono
- James SK Wān – Rhodes
- Michelle John – cori
- Janet Ramus – cori
- Una McGeough – cori
- Georgina McGeough – cori
- Audrey Gbaguidi – cori
- Beverley Skeete – cori
- Sara-Jane Skeete – cori
- Mary Pearce – cori
- Adelaide McKenzie – cori
- Emma Smith – strumenti ad arco
- Vince Sipprell – strumenti ad arco
- Rob Lewis – violoncello
- Paul Weller – organo (traccia 2)
- Johnny Marr – chitarra e armonica (traccia 9)

## Classifiche
| Classifica (2017)         | Posizione massima |
| ------------------------- | ----------------- |
| Australia                 | 18                |
| Austria                   | 15                |
| Belgio (Fiandre)          | 17                |
| Belgio (Vallonia)         | 31                |
| Canada                    | 18                |
| Finlandia                 | 38                |
| Francia                   | 37                |
| Germania                  | 17                |
| Giappone                  | 7                 |
| Irlanda                   | 2                 |
| Italia                    | 12                |
| Paesi Bassi               | 21                |
| Regno Unito               | 1                 |
| Regno Unito (independent) | 1                 |
| Spagna                    | 34                |
| Stati Uniti               | 48                |
| Stati Uniti (alternative) | 2                 |
| Stati Uniti (independent) | 2                 |
| Stati Uniti (rock)        | 3                 |
| Svezia                    | 50                |
| Svizzera                  | 9                 |